# Milton (Pensilvânia)
Milton é um distrito localizado no estado norte-americano de Pensilvânia, no Condado de Northumberland.

## Demografia
Segundo o censo norte-americano de 2000, a sua população era de 6650 habitantes.
Em 2006, foi estimada uma população de 6406, um decréscimo de 244 (-3.7%).

## Geografia
De acordo com o United States Census Bureau tem uma área de
9,8 km², dos quais 9,0 km² cobertos por terra e 0,8 km² cobertos por água. Milton localiza-se a aproximadamente 178 m acima do nível do mar.

## Localidades na vizinhança
O diagrama seguinte representa as localidades num raio de 12 km ao redor de Milton.